# Antennolaelaps brevisetae
Antennolaelaps brevisetae är en spindeldjursart som beskrevs av Wolfgang Karg 1996. Antennolaelaps brevisetae ingår i släktet Antennolaelaps och familjen Ologamasidae. Inga underarter finns listade i Catalogue of Life.